# Exochomus marginipennis
Exochomus marginipennis – gatunek chrząszcza z rodziny biedronkowatych i podrodziny Coccinellinae. Występuje endemicznie we wschodniej części Stanów Zjednoczonych.

## Taksonomia
Gatunek ten opisany został po raz pierwszy w 1824 roku przez Johna Lawrence’a LeConte’a na łamach „Annals of the Lyceum of Natural History of New York” pod nazwą Coccinella marginipennis. Jako miejsce typowe wskazano Georgię. Do rodzaju Exochomus przeniósł go w 1850 roku Étienne Mulsant. Opisana w 1847 roku przez Fredericka Ernsta Melsheimera z Pensylwanii Coccinella praetextatus zsynonimizowana została z omawianym gatunkiem przez Mulsanta w 1856 roku. Z kolei opisany w 1908 roku przez Thomasa Lincolna Caseya z Missouri podgatunek Exochomus latiusculus deflectens zsynonimizowany został z omawianym gatunkiem w 1985 roku przez Roberta Gordona.

## Morfologia
Chrząszcz o owalnym, lekko grzbietobrzusznie przypłaszczonym ciele długości od 2,5 do 3,6 mm i szerokości od 2 do 2,7 mm. Wierzch ciała jest nagi, gładki. Występuje wyraźnie zaznaczony dymorfizm płciowy oraz zmienność geograficzna. Zarys ciała zmienia się od szerszego w północno-wschodniej części zasięgu po smuklejszy w części południowej. Barwa głowy jest czarna. Czułki buduje dziesięć członów, z których trzy ostatnie formują buławkę. Przedplecze ma lekko odgięte brzegi boczne i delikatnie obrzeżoną krawędź nasadową. U formy typowej samiec ma przedplecze czarne z żółtymi kątami przednio-bocznymi, a samica całkiem czarne lub czarne z kątami przednio-bocznymi lekko rozjaśnionymi. U spotykanej na południu zasięgu formy jasnej samiec ma boki przedplecza, a czasem także przód rozlegle zażółcone, samica zaś kąty przednio-boczne, a rzadziej całe krawędzie boczne żółte. Pokrywy mają powierzchnię gęsto i grubo punktowaną. U formy typowej barwa pokryw jest czarna z parą rudożółtych plam u nasady, rudożółtym obwiedzeniem brzegów bocznych i wierzchołkowych oraz rudożółtą plamą pośrodku szwu; plamy nasadowe łączyć się mogą z obwódką. U formy jasnej pokrywy są rudożółte z parą czarnych plam w połowie wierzchołkowej. Podgięcia pokryw mogą być od prawie płaskich na północnym wschodzie zasięgu przez opadające ukośnie po niemal pionowe na Florydzie. Odnóża mają tęgie uda, smukłe golenie i prawie kwadratowy ząbek u podstawy pazurków. U samca odnóża są zawsze żółte, u samicy zaś zawsze ciemne. Samiec ma sześć widocznych sternitów odwłoka (wentrytów) i niesymetryczny płat nasadowy genitaliów. Samica ma pięć widocznych wentrytów, długi przewód nasienny i zaopatrzone w infundibulum genitalia.

## Rozprzestrzenienie
Owad nearktyczny, endemiczny dla wschodniej części Stanów Zjednoczonych. Rozprzestrzeniony jest od wschodnich części Kansas, Oklahomy i Teksasu przez Missouri, Arkansas, Luizjanę, południowe części Illinois i Indiany, Kentucky, Tennessee, Missisipi i Alabamę poNowy Jork, Pensylwanię, New Jersey, Delaware, Maryland, Dystrykt Kolumbii, Wirginię Zachodnią, Wirginię, Karolinę Północną, Karolinę Południową, Georgię i Florydę.